# Valerij Pronkin
Valerij Alexandrovič Pronkin (in russo Валерий Александрович Пронкин?; Nižnij Novgorod, 15 giugno 1994) è un martellista russo.

## Biografia
Dopo aver conquistato la medaglia d'oro ai campionati europei juniores del 2013 e quella d'argento agli europei under 23 del 2015, nel 2017 ha partecipato ai campionati del mondo di Londra come atleta neutrale autorizzato, conquistando la medaglia d'argento con la misura di 78,16 m.

## Progressione

### Lancio del martello
| Stagione | Misura  | Luogo     | Data      | Rank. Mond. |
| -------- | ------- | --------- | --------- | ----------- |
| 2017     | 79,32 m | Žukovskij | 19-7-2017 | 3º          |
| 2016     | 75,39 m | Adler     | 21-2-2016 | 41º         |
| 2015     | 76,80 m | Yerino    | 24-6-2015 | 27º         |
| 2014     | 71,34 m | Krasnodar | 23-2-2014 | 88º         |
| 2013     | 73,50 m | Soči      | 25-5-2013 | 62º         |

## Palmarès
| Anno                                                | Manifestazione    | Sede       | Evento                     | Risultato | Prestazione | Note |
| --------------------------------------------------- | ----------------- | ---------- | -------------------------- | --------- | ----------- | ---- |
| In rappresentanza della Russia                      |                   |            |                            |           |             |      |
| 2011                                                | Mondiali allievi  | Lilla      | Lancio del disco (1,5 kg)  | 10º       | 56,39 m     |      |
| 2011                                                | Mondiali allievi  | Lilla      | Lancio del martello (5 kg) | 20º (q)   | 66,06 m     |      |
| 2012                                                | Mondiali juniores | Barcellona | Lancio del martello        | 8º        | 74,51 m     |      |
| 2013                                                | Europei juniores  | Rieti      | Lancio del martello        | Oro       | 78,34 m     |      |
| 2015                                                | Europei under 23  | Tallinn    | Lancio del martello        | Argento   | 74,29 m     |      |
| In rappresentanza degli Atleti Neutrali Autorizzati |                   |            |                            |           |             |      |
| 2017                                                | Mondiali          | Londra     | Lancio del martello        | Argento   | 78,16 m     |      |
| In rappresentanza del ROC                           |                   |            |                            |           |             |      |
| 2021                                                | Giochi olimpici   | Tokyo      | Lancio del martello        | 8º        | 76,72 m     |      |